# Страхование выезжающих за рубеж
Страхование лиц, выезжающих за рубеж (ВЗР) – вид страхования, имеющий целью обеспечить страховой защитой лиц, находящихся за пределами постоянного проживания. 
Является комплексным видом страхования, включающим элементы личного, имущественного страхования и страхования ответственности. Кроме страхования медицинских расходов за границей данный вид страхования может включать страхование от несчастного случая, страхование багажа, страхование расходов, связанных с вынужденной отменой поездки (в том числе страхование невыдачи визы), страхование гражданской ответственности, страхование потери документов, юридических услуг и помощи на дорогах (технический и юридический ассистанс),  в стране временного пребывания и некоторые другие
.
В ряде стран наличие такого страхового полиса является обязательным условием для въезда на их территорию иностранных граждан. Некоторые страны требуют обязательного включения в договор страхования покрытия определенных рисков, таких как коронавирус вида COVID-19 (в 2020 году покрытие коронавируса требуют Украина, Таиланд, ОАЭ), гражданской ответственности и пр.

## Страхование медицинских расходов
Главной задачей данного вида страхования является компенсация медицинских расходов, которые могут возникнуть вследствие внезапного заболевания или несчастного случая во время пребывания за пределами постоянного места жительства. В отличие от медицинского страхования в обязательной или добровольной форме, которое действует на территории страны постоянного проживания, страхование медицинских расходов лиц, находящихся за пределми постоянного места жительства, не распространяется на лиц у которых имеется гражданство или вид на жительство (ВНЖ) в стране поездки.
Организация страхования медицинских расходов возможна  в двух формах:
- компенсационной;
- сервисной.

При компенсационной форме страхования застрахованный самостоятельно оплачивает медицинские услуги и берёт на себя заботы по её организации (выбор врача, выполнение прописанных врачом процедур, покупка и приём лекарств и др.). По возвращении домой застрахованный предъявляет страховой компании документы, подтверждающие наступление страхового случая и документы, подтверждающие расходы на лечение, и страховая компания на основании предъявленных документов, компенсирует расходы на лечение, которые были произведены за время нахождения за границей. Данная система не совсем удобна как страхователю, так и страховщику. Страховщик не всегда имеет возможность проверить достоверность представленных для оплаты расходов документов и контролировать процесс лечения. Застрахованному также не совсем удобно, так как он вынужден организовывать своё лечение в условиях иной языковой, культурной среды и должен иметь дополнительные денежные средства для оплаты лечения. По этим причинам такая форма страхования медицинских расходов за рубежом используется редко. Как правило, расходы которые может понести застрахованный, без согласования со страховой компанией (ассистанской службой) ограничиваются определённой в договоре страхования суммой (обычно 200-400 долларов США)  и распространяются на амбулаторное лечение.
Ещё одной причиной ограничивающей применение компенсационной формы является то обстоятельство, что при получении визы необходимо предъявлять в консульство страховку, гарантирующую лечение на значительно более высокую сумму (как правило не менее 30 000 долларов США или Евро), чем предусмотрено компенсацией де факто произведённых расходов.
Поэтому компенсационная форма является обычно дополнительной к сервисной форме страхования медицинских расходов.
При сервисной форме страхования медицинских расходов страховая компания с помощью компании ассистанс берёт на себя организацию лечения в стране пребывания. В этом случае застрахованный при наступлении страхового случая (внезапное заболевание, несчастный случай) звонит по телефону в  сервисный центр, который работает круглосуточно и обеспечивается оператором, говорящем на родном языке застрахованного. После звонка все заботы по организации лечения берёт на себя представитель компании ассистанс.
Компания ассистанс берет на себя заботу о больном, начиная от подыскивай лечебного учреждения, организации лечения вплоть до сопровождения заболевшего на родину.
Страховой тариф по страхованию граждан, выезжающих за рубеж, устанавливается в денежных единицах (чаще всего в долларах США или евро) в расчёте на один день пребывания за границей. На величину страхового тарифа влияют следующие факторы:
- Возраст застрахованного лица. Обычно имеются скидки для детей 5-16 лет и увеличение тарифа для лиц пожилого возраста, так как вероятность их заболевания выше.
- Страна поездки. Это связано  со стоимостью медицинских услуг в тех или иных странах и с удалённостью и труднодоступностью территории.
- Продолжительность поездки. При увеличении срока пребывания за границей размер страховой премии на один день немного снижается.
- Цель поездки и образ жизни застрахованного. Минимальные тарифы действуют для обычных граждан (туристов, командированных) и повышенные – для спортсменов или туристов, занимающихся экстремальными видами спорта (например, горнолыжники, дайверы, спелеологи и других).
- Страховая сумма (лимит ответственности страховщика). Чем выше страховая сумма, в пределах которой страховщик компенсирует медицинские расходы, тем большая величина  страхового тарифа в расчёте на один день.
- Наличие франшизы. Страховка с франшизой (соучастием застрахованного в расходах на лечение) стоит дешевле, чем страховка без франшизы.

## Иное страхование выезжающих за границу

### Страхование от отмены поездки
Данное страхование предусматривает выплату расходов, связанных с отказом от поездки по причинам:
- болезнь;
- несчастный случай с получением травмы;
- отказ в выдаче визы;
- повреждение или утрата документов;
- получении повесток в суд или военкомат.

При наличии документального подтвержденных расходов на поездку, страховка от невыезда за границу покрывает:
- расходы на билеты и проезд;
- расходы по размещению;
- расходы на экскурсии;
- расходы на визу и консульский сбор;
- расходы по договору о реализации услуг третьей стороной (туроператором/турагентом, перевозчиком, отелем и др.).

В зависимости от программы страхования, страховыми случаями могут быть признаны как события, произошедшие непосредственно с застрахованным лицом, так и события, которые произошли с близким родственником сопровождающего лица или лицом, сопровождающим застрахованного в поездке. Перечень лиц, которых страховщик относит к близким родственникам определяется договором страхования.
Перечень событий (которые признаются страховым случаем), связанных непосредственно с застрахованным лицом, вследствие которых оно не может совершить поездку, может отличаться от перечня событий, связанных с близким родственником или сопровождающим застрахованного в поездке. 
Например, обострение хронического заболевания у застрахованного может быть признано страховым случаем, в то время как обострение хронического заболевания у лица, сопровождающего застрахованного в поездке - нет.
По рискам, связанным с заболеванием и/или травмой застрахованного лица, страховым случаем могут признаваться как госпитализация, так и амбулаторное лечение, однако в отношении случаев отмены поездки, связанных с амбулаторным лечением могут накладываться ограничения. Например, при амбулаторном лечении страховым случаем могут признаваться инфекционные заболевания перечень которых указан в договоре.
Не страховые случаи по программе страхования отмены поездки:
- плановая госпитализация, диспансеризация;
- госпитализация или амбулаторное лечение, связанные с осложнением протекания беременности;
- любые события, о которых застрахованный знал в момент заключения договора страхования;
- отмена поездки по причинам, не перечисленным в договоре страхования.

### Страхование багажа выезжающего за границу
Объектом страхования является  принадлежащим выезжающему  багаж. Под багажом понимаются личные вещи страхователя (выгодоприобретателя), перевозимые им в ходе поездки за границу России, как сданные в багаж транспортной организации, так и ручная кладь.
Страховыми случаями признаются следующие события, которые должны быть подтверждены документально: полная гибель, частичное повреждение, пропажа багажа, возникшие вследствие:
- стихийных бедствий: бури, града, наводнения, затопления, землетрясения, урагана, оползня и других;
- пожара, удара молнии, взрыва,  мер, принятых для тушения пожара;
- кражи, грабежа, разбоя;
- дорожно-транспортного происшествия или несчастного случая со страхователем;
- преднамеренной порчи багажа третьими лицами.